# 密歇根湖
密西根湖（英語：Lake Michigan）是北美洲五大湖之一，從南方順時針排列，沿岸有美國如下各州︰印地安那、伊利諾、威斯康辛及密西根。「密西根」這個字原本是用來稱呼這座湖泊的，被認為是源自於奧吉布瓦語（Ojibwa）中的「mishigami」，意思是「大水域」。密西根湖的与瑞典的领土在形状上相似，面积比克罗地亚领土稍大。
密歇根湖是五大湖中唯一完全位于美国境内的湖。“密歇根州”一词最初指的是湖泊本身，据信源于奥吉布韦语，意为“大水”。

## 歷史
霍普韋爾人（Hopewell）是最早居住在密西根湖地區的居民，他們的文化在800年之後式微。法國探險家尼科萊（Jean Nicolet）據說在1634年或1638年首次發現密西根湖。在17世紀初期，歐洲的探險家首次進入這個區域，並且與印地安人互相接觸。

## 地理
密西根湖是五大湖之中唯一一個完全位於美國境內的湖泊，其他4座湖泊都位在美國與加拿大的國界上。密西根湖面積爲58,016平方公里，是美國境內最大的湖泊，也是完全位於一個國家境內的衆多湖泊中最大的一個（以蓄水量而言，最大的則是俄羅斯的貝加爾湖），並且是世界上第5大湖泊。密西根湖長494公里，寬190公里，湖岸線爲2,633公里長。密西根湖平均深度爲85公尺，最大深度則是281公尺，總蓄水量爲4,918立方公里。湖面海拔平均高度爲176公尺。密西根湖與休倫湖之間靠著麥基諾水道（Straits of Mackinac）來互相連結。

## 人口
密西根湖沿岸總共有1,200萬人居住。許多位於北密西根地區（Northern Michigan）的城鎮因為藉著密西根湖的景色與娛樂而以旅遊業為主。而這些季節性人口則是南密西根地區（Southern Michigan）的大城市所提供的，包括芝加哥、密爾瓦基與底特律及一些內陸的城市。密西根湖的南端則以密集的第二產業為主。

## 湖濱

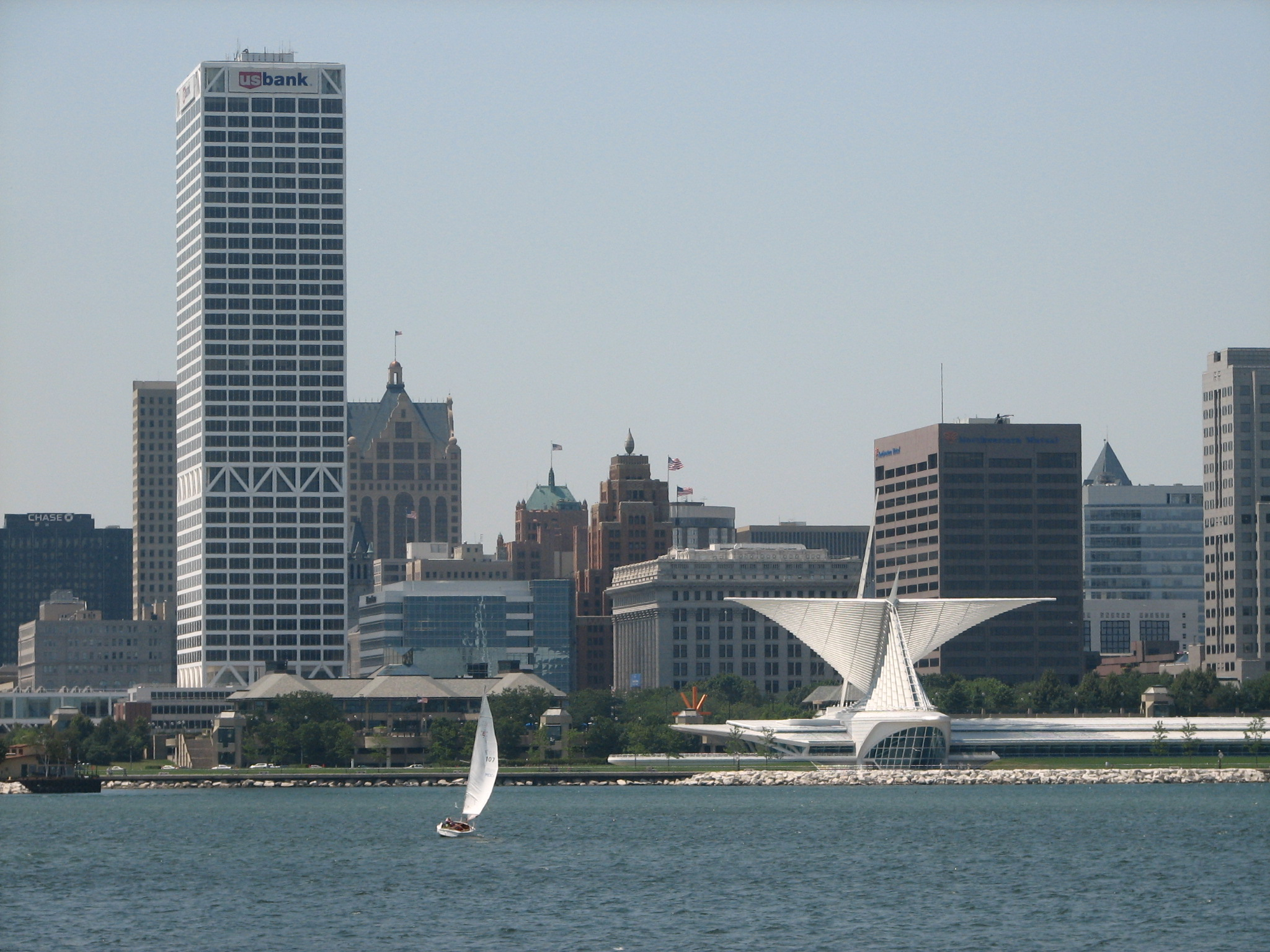
密爾瓦基的密西根湖畔

密西根湖的湖濱，特別是密西根州與印第安納州的北部，以壯麗的風景而聞名。這個區域通常被稱為美國的「第3片海岸」，名列在大西洋與太平洋海岸之後。這裡的沙子是黃白色且柔軟的，且因為人走在上面會讓沙子發出嘎吱聲（因為沙子含有豐富的石英），所以又被稱為「歌唱的沙子」。這裡並且經常有佈滿綠色沙地蘆葦（Marram grass）與沙樱桃的高砂丘。湖水通常是清澈且寒冷的（攝氏13－21度之間），既使是在夏天也一樣。北密西根地區的湖濱是世界上唯一一個可以發現密西根州州石Petoskey stone的地區。
密西根湖的西岸與東岸的北端是岩石構成的，而南岸與東岸的大部分地區則是由沙灘與沙丘所組成。部分的原因是風勢主要是從西向東方吹拂，也導致東岸在冬季時將會累積濃重的一層降雪。

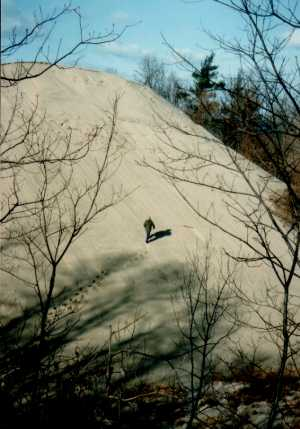
密西根湖畔的沙丘，位於印第安納州沙丘湖岸區（Indiana Dunes National Lakeshore）

與最近的報告相反的是，芝加哥每年引進乾淨的沙來補充受歡迎的沙灘，不過芝加哥大部分的河濱地是公園、石護岸、小型碼頭。
許多環境問題仍然影響著密西根湖，在印第安納州湖濱可以看見煉鋼廠的存在。《芝加哥論壇報》則報導英國石油公司是一個主要的污染來源，每天從印第安那州的石油精練廠傾倒數千磅因的氨與未經處理的污泥進入密西根湖。
從印地安納州湖岸邊可以看見芝加哥的天際線，但是如果站在威斯康辛州或下密西根地區的話，並沒有辦法看到對岸，只會看見一個類似海岸邊的景色。
美國國家公園管理局管理睡熊沙丘國家湖岸風景區與印第安納州沙丘國家湖岸風景區。部分的湖岸則是屬於西亞瓦薩國家森林及休倫－馬尼斯蒂國家森林的範圍。密西根湖島嶼國家野生動植物保護區也位在密西根湖的範圍中。

## 生態
密西根湖生存許多種魚類與其他生物，近年來因為濫捕湖鮭魚最終導致灰西鯡（alewife）的數量增加，因此銀鮭（coho salmon）與帝王鮭（Chinook salmon）被引進湖中，來降低灰西鯡的數量。雖然現在密西根湖擁有一些魚類，但是幾種外來種被引進，例如八目鰻，也威脅到一些魚類的生存。

## 地質
以地質學和水利學來說，密西根湖與休倫湖屬于同一水域，雖然在地理學上，這兩個湖泊是分開的。麥基諾橋（Mackinac Bridge）通常被視為是隔開它們的界線。在一些比較早期的地圖上，密西根湖亦稱為「伊利諾伊湖」（Lake Illinois）。

## 延伸閱讀
- Hyde, Charles K., and Ann and John Mahan. The Northern Lights: Lighthouses of the Upper Great Lakes.  Detroit: Wayne State University Press, 1995.   ISBN 978-0-8143-2554-4 ISBN 978-0-8143-2554-4.
- Oleszewski, Wes, Great Lakes Lighthouses, American and Canadian: A Comprehensive Directory/Guide to Great Lakes Lighthouses, (Gwinn, Michigan: Avery Color Studios, Inc., 1998) ISBN 978-0-932212-98-6.
- Penrod, John, Lighthouses of Michigan, (Berrien Center, Michigan: Penrod/Hiawatha, 1998) ISBN 978-0-942618-78-5 ISBN 978-1-893624-23-8
- Penrose, Laurie and Bill, A Traveler’s Guide to 116 Michigan Lighthouses (Petoskey, Michigan: Friede Publications, 1999). ISBN 978-0-923756-03-1 ISBN 978-0-923756-03-1
- Wagner, John L., Michigan Lighthouses: An Aerial Photographic Perspective, (East Lansing, Michigan: John L. Wagner, 1998) ISBN  1880311011 ISBN 978-1-880311-01-1
- Wright, Larry and Wright, Patricia, Great Lakes Lighthouses Encyclopedia Hardback (Erin: Boston Mills Press, 2006) ISBN 978-1-55046-399-6

## 外部連結
- EPA五大湖地圖（页面存档备份，存于）
- 五大湖資料與圖片（页面存档备份，存于）
- 密西根湖保護组織（页面存档备份，存于）
- 密西根湖渡輪（页面存档备份，存于）
- Michigan DNR map of Lake Michigan（页面存档备份，存于）